# Коулун-Сити

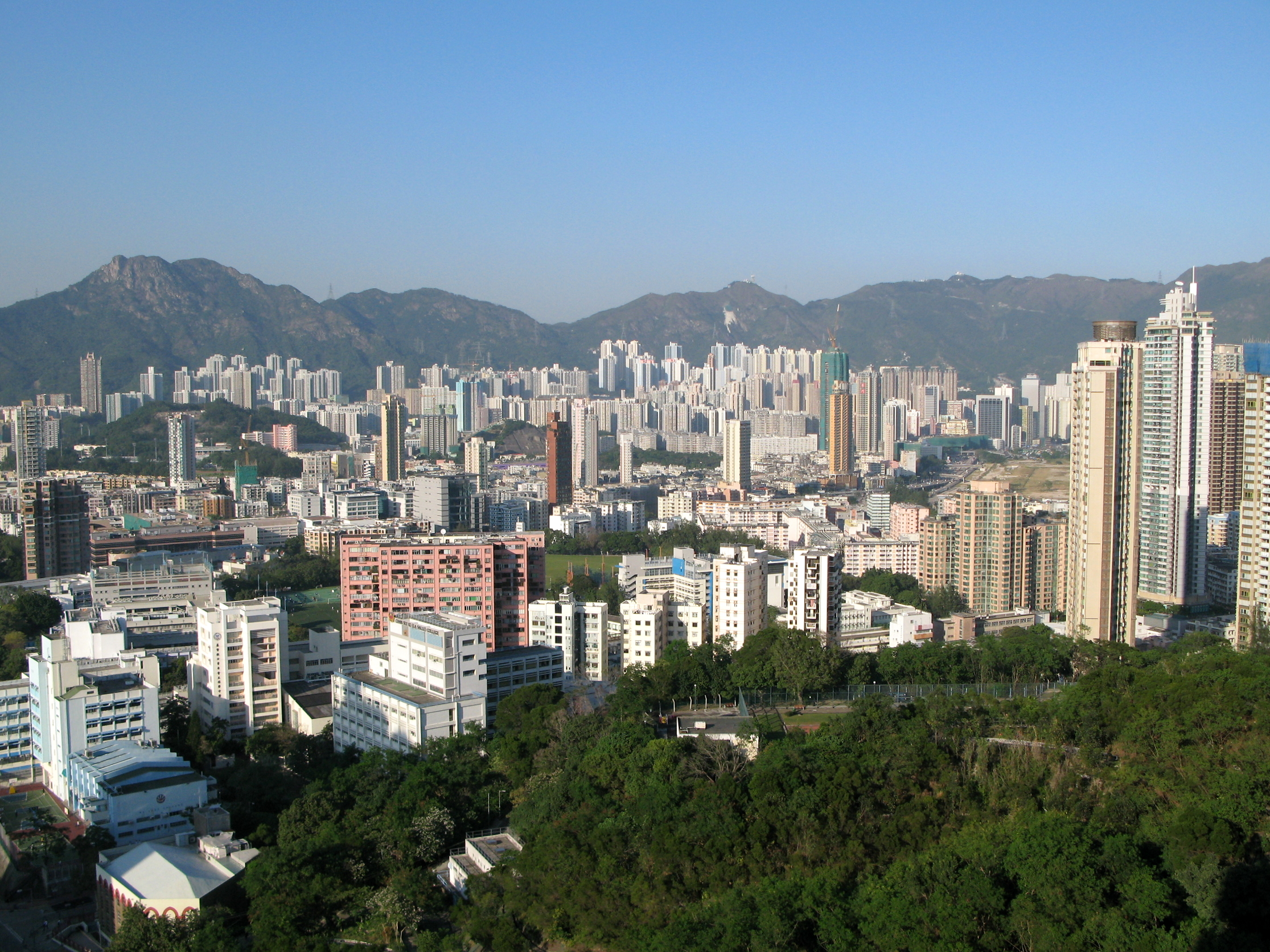
Коулун Сити

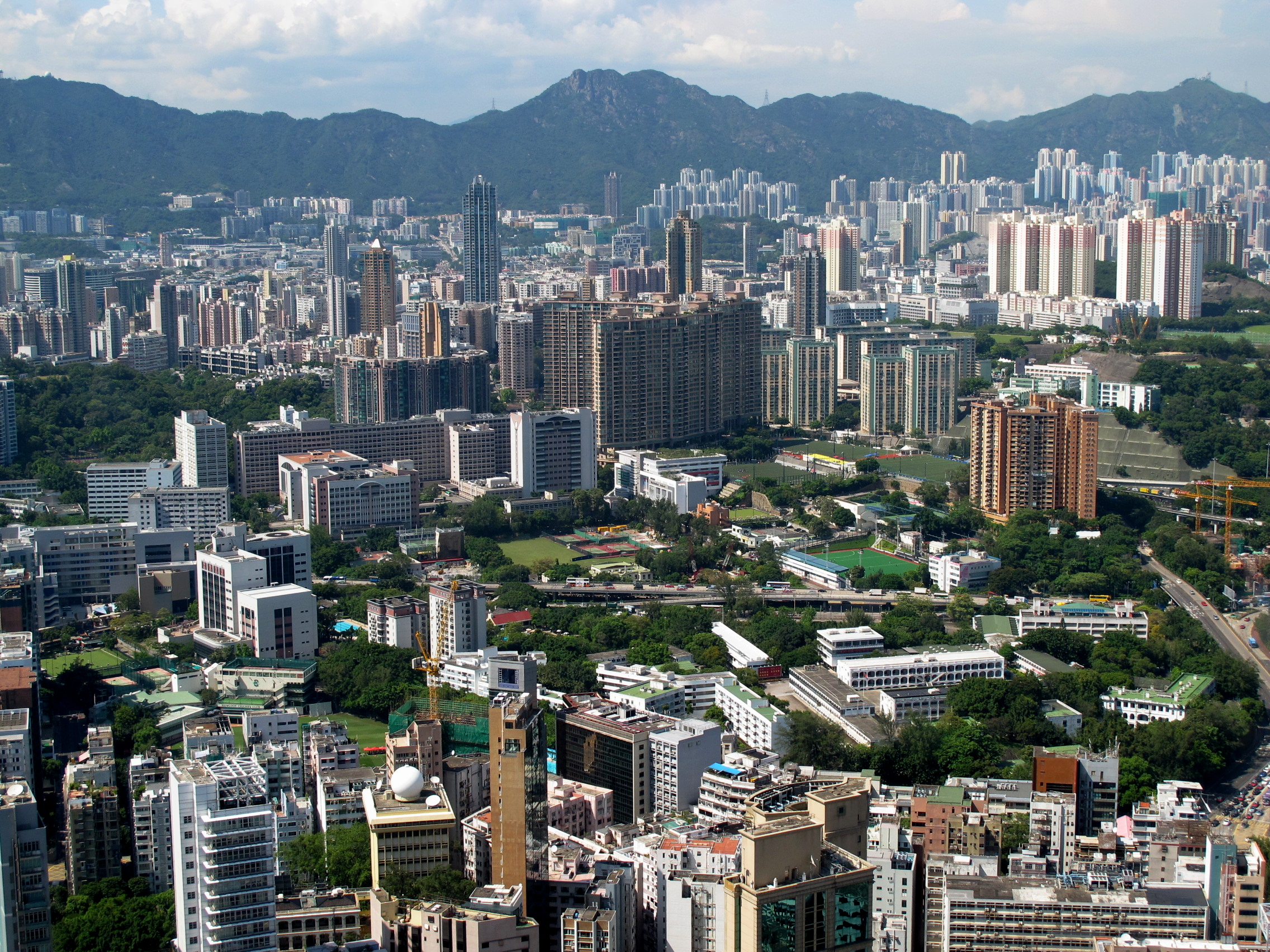
Коулун Сити

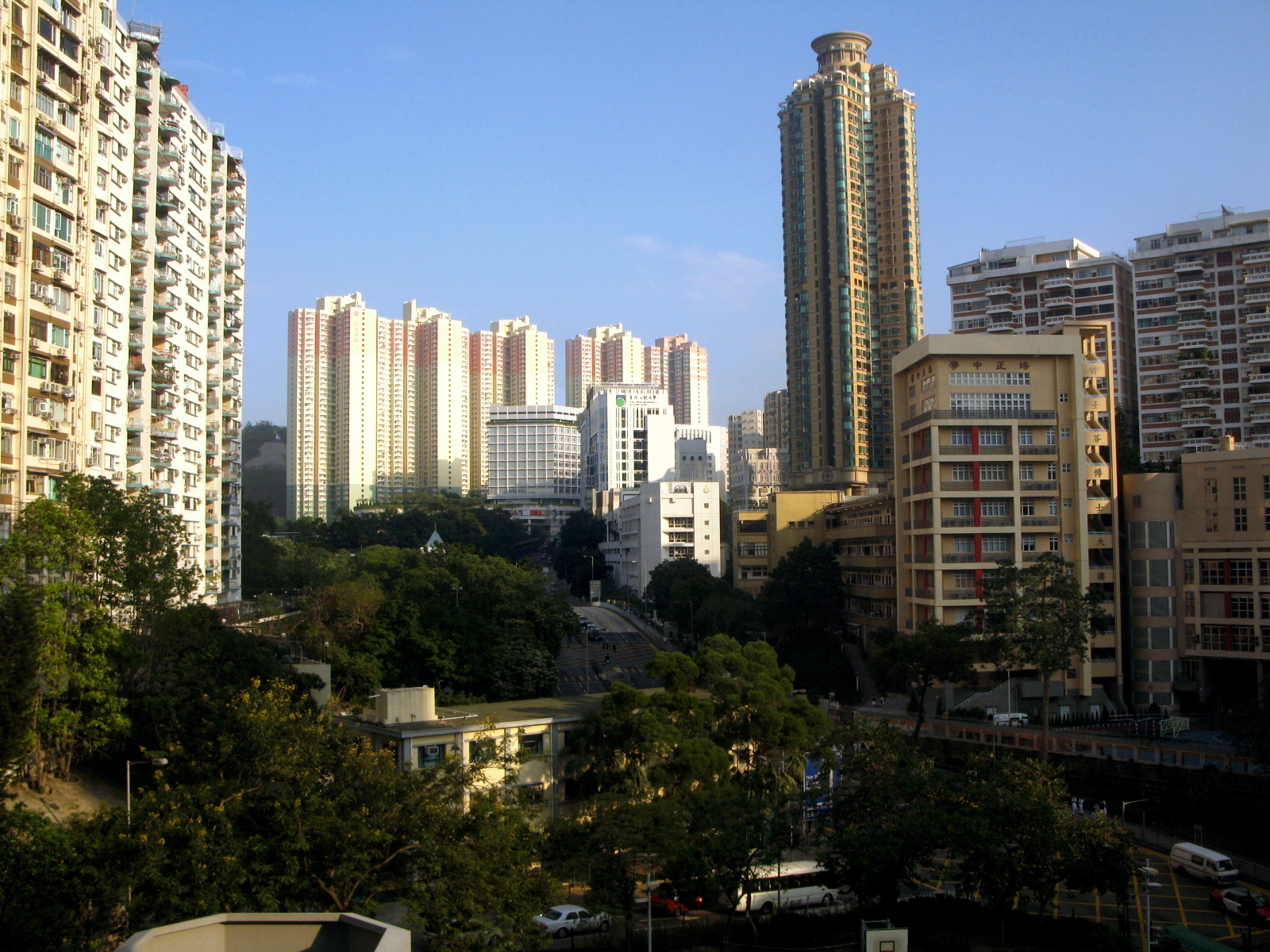
Коулун Сити

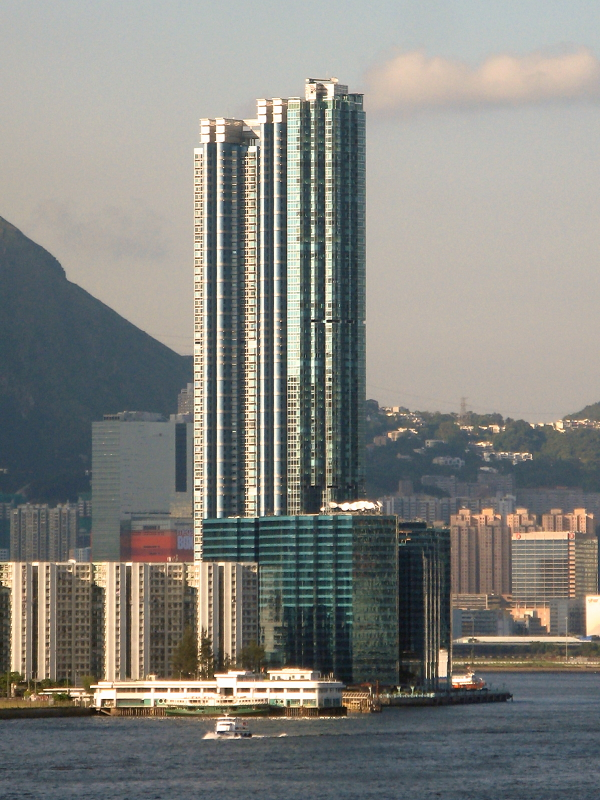
Коулун Сити

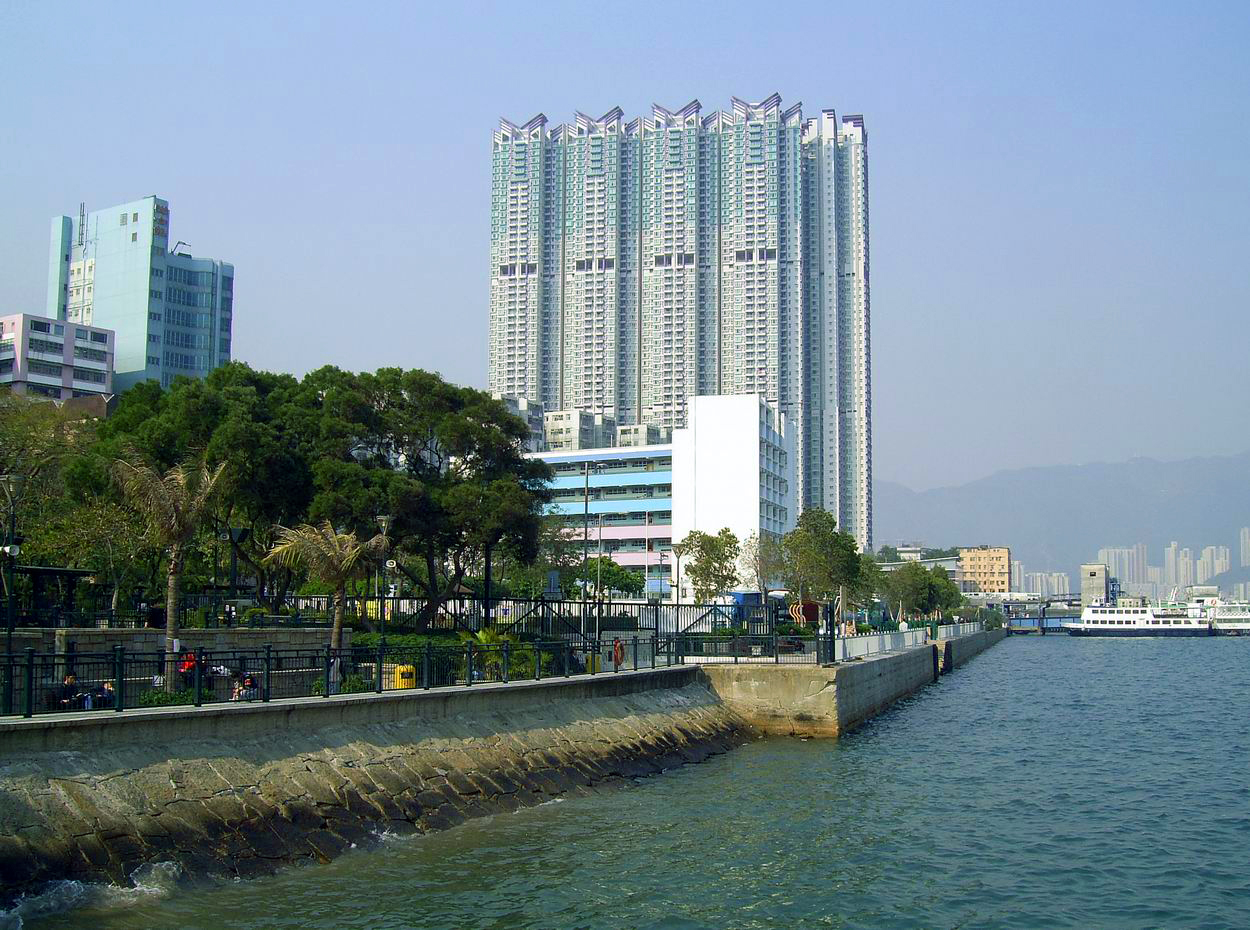
Коулун Сити

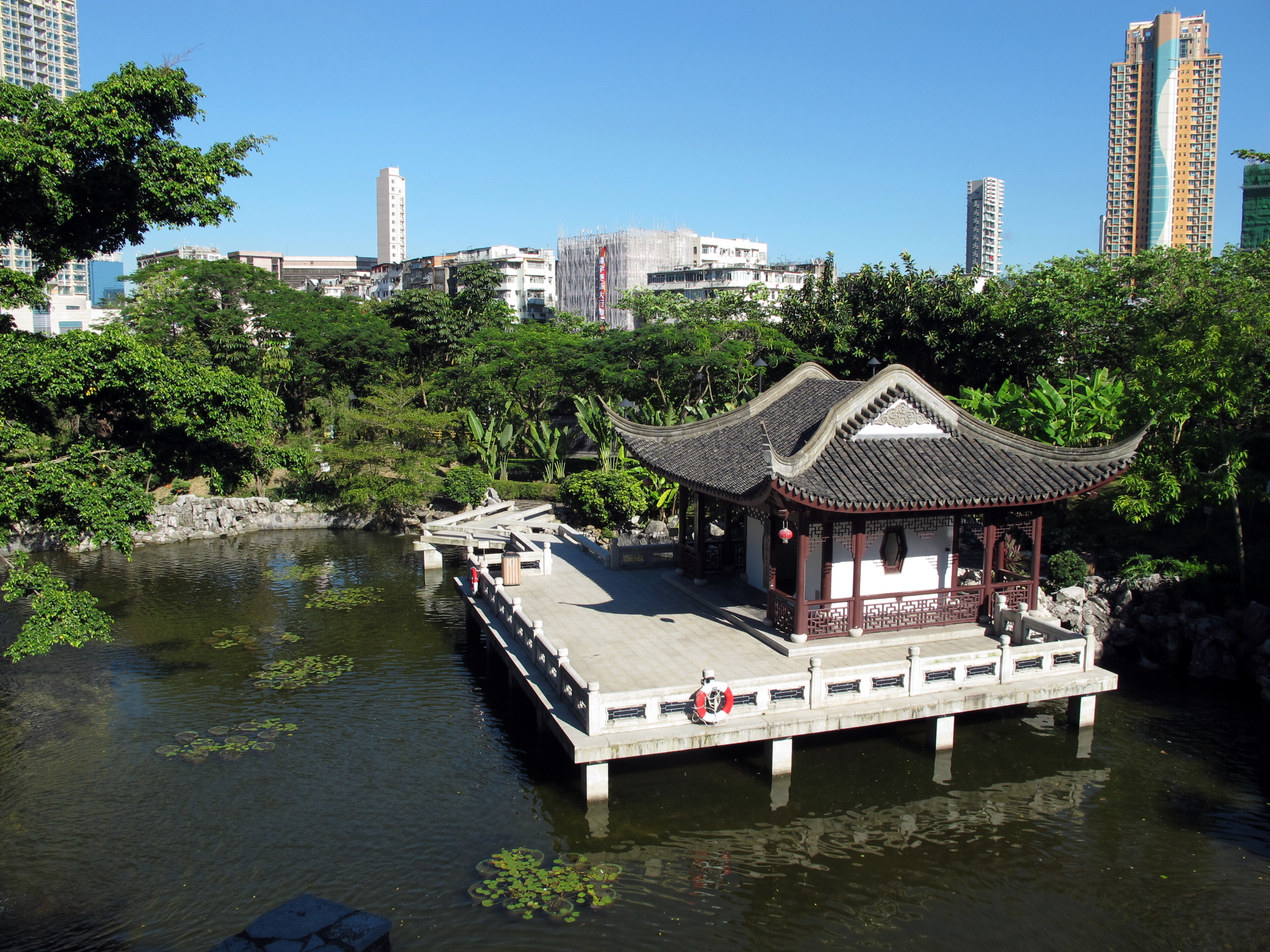
Коулун Сити

Коулун Сити (иер. трад. 九龍城, упр. 九龙城, ютпхин: Gau²lung⁴ Sing⁴, йель: Gáulùhng Sìhng, кант.-рус.: Коулун Син, пиньинь: Jiǔlóng Chéng, палл.: Цзюлун Чэн, англ. Kowloon City) — один из 18 округов Гонконга. Расположен в центральной части Коулуна.

## История
Округ образован в 1982 году из районов Коулун Сити, Хунг-Хом, Хо-Ма-Тин и других. После закрытия в 1998 году аэропорта Кай Так были сняты ограничения на высотность зданий и в округе активно началось строительство многоэтажных комплексов.

## Население
В 2006 году в округе проживало 363 тыс. человек, включая крупные общины индийцев, корейцев и японцев.

### Религия
В округе расположены храмы Квун Юм и Пак Тай, католическая церковь Сент-Мери, лютеранская церковь Тру Уорлд, церковь Холи Карпентер.

## Экономика
В округе расположены отели «Харбор Гранд Коулун», «Харбор Плаза Метрополис» и «Ригал Ориентал», штаб-квартиры «CLP Group», «Radio Television Hong Kong», «Commercial Radio Hong Kong» и Жилищного управления Гонконга.

### Торговля
Крупнейшие торговые центры округа — «Коулун Сити Плаза», «Вампоа Гарден», «Гранд Уотерфронт Плаза», «Фишерманс Верф», «Харбор Плейс», «Хо Ман Тин Плаза». Также популярен у жителей рынок Хунг Хом.

## Транспорт
- Округ обслуживают линии MTR «Квун Тонг», «Ист Рейл» и «Вест Рейл».
- Тоннель «Кросс Харбор» соединяет округ с Гонконгом
- Круизный терминал Кайтак
- В округе существует разветвленная сеть автобусных и паромных маршрутов

## Достопримечательности
- «Деревня художников» Каттл Депот

### Крупнейшие здания
- 70-этажный «Харборфронт-лендмарк» (233 метра)
- 58-этажный «Гранд-уотерфронт» (171 метр)

### Парки
- Кингс Парк
- Парк Коулун Уоллед Сити
- Хатчисон Парк
- Парк Тай-Ван-Шан
- Парк Хой-Шам
- Парк Сунг-Вонг-Той
- Парк Ко Шан Роуд

## Образование и наука
- Гонконгский политехнический университет
- Городской университет Гонконга
- Открытый университет Гонконга
- Кампус Гонконгского общественного колледжа
- Кампус колледжа Каритас Бьянчи
- Колледж Чан Суй Ки
- Колледж Ва Инг
- Колледж Нью Метод
- Метеорологическая станция Гонконгской обсерватории

## Здравоохранение
- Госпиталь Королевы Елизаветы
- Госпиталь Коулун
- Госпиталь НОАК
- Евангелистский госпиталь Гонконга
- Клиника Хунг Хом
- Реабилитационный центр Коулуна
- Центр переливания крови Гонконгского Красного Креста

## Культура
- Публичная библиотека Коулуна
- Публичная библиотека Хунг Хом
- Театр Люкс

## Спорт
- Спортивная арена Гонконг Колизеум
- Хоккейный спорткомплекс Кингс Парк
- Спорткомплекс Перт Стрит
- Спортцентр Хунг Хом
- Бассейн Тай Ван Шан
- Коулун Крикет Клаб
- Коулун Боулинг Грин Клаб